# Кенеди (проток)
Кенеди (на английски: Kennedy Chanel; на датски: Kennedykanalen) е проток между островите Елисмиър на запад и Гренландия на изток и е един от 3-те протока (другите два са Смит и Робсън), свързващ Бафиново море на юг с Море Линкълн на север. На юг се свързва със заливовидното уширение Басейна Кейн, а на север – с другото заливовидно уширение Басейна Хол. Дължината му е 148 km), ширината – от 23 до 32 km, а дълбочината от 180 до 340 m. На запад е ограничен от полуостров Джадж Дейли Промонтори на остров Елисмиър, а на изток – от полуостров Земя Вашингтон на остров Гренландия. Бреговете му са високи и стръмни. В него са разположени 4 малки острова: Франклин, Крозиър, Хана и Ханс, като последния е спорен между Канада и Гренландия. През него от юг на север протича постоянно морско течение със скорост 0,2 m/s. Почти целогодишно е покрит с дрейфуващи ледове. 
Протокът Кенеди е открит през 1854 г. от американски полярен изследовател Илайша Кент Кейн (1820 – 1857) и вероятно е наименуван в чест на неговия канадски приятел и колега, също полярен изследовател Уилям Кенеди (1814 – 1890) или в чест на спонсора на експедицията му Джон Пендълън Кенеди (1795 – 1870), американски министър на военно-морските сили през 1852 – 1853 г.